# Мирное (Решетиловский район)
Мирное (укр. Мирне) — село,
Лиманский-Первый сельский совет,
Решетиловский район,
Полтавская область,
Украина.
Код КОАТУУ — 5324281605. Население по переписи 2001 года составляло 54 человека.

## Географическое положение
Село Мирное находится на расстоянии в 1,5 км от села Туры.
По селу протекает пересыхающий ручей с запрудой.